# Skyjo
Skyjo és un joc de cartes dissenyat per Alexander Bernhardt i publicat per l'editorial alemanya Magilano el 2015. Es tracta d'un joc familiar que destaca per les seves regles senzilles i el seu dinamisme, combinant elements d'estratègia, memòria i sort. Ha guanyat popularitat entre els jugadors de totes les edats i gustos degut a la seva accessibilitat i al seu enfocament competitiu però relaxat. Les seves caracterísitques clau són: 
- Joc senzill i fàcil d'entendre, es recomana jugar-lo a partir dels 8 anys.
- Partides ràpides, d'uns 30 minuts. Ideal per a sessions curtes.
- De 2 a 8 jugadors. Tant per parelles com per grans grups.

## Història

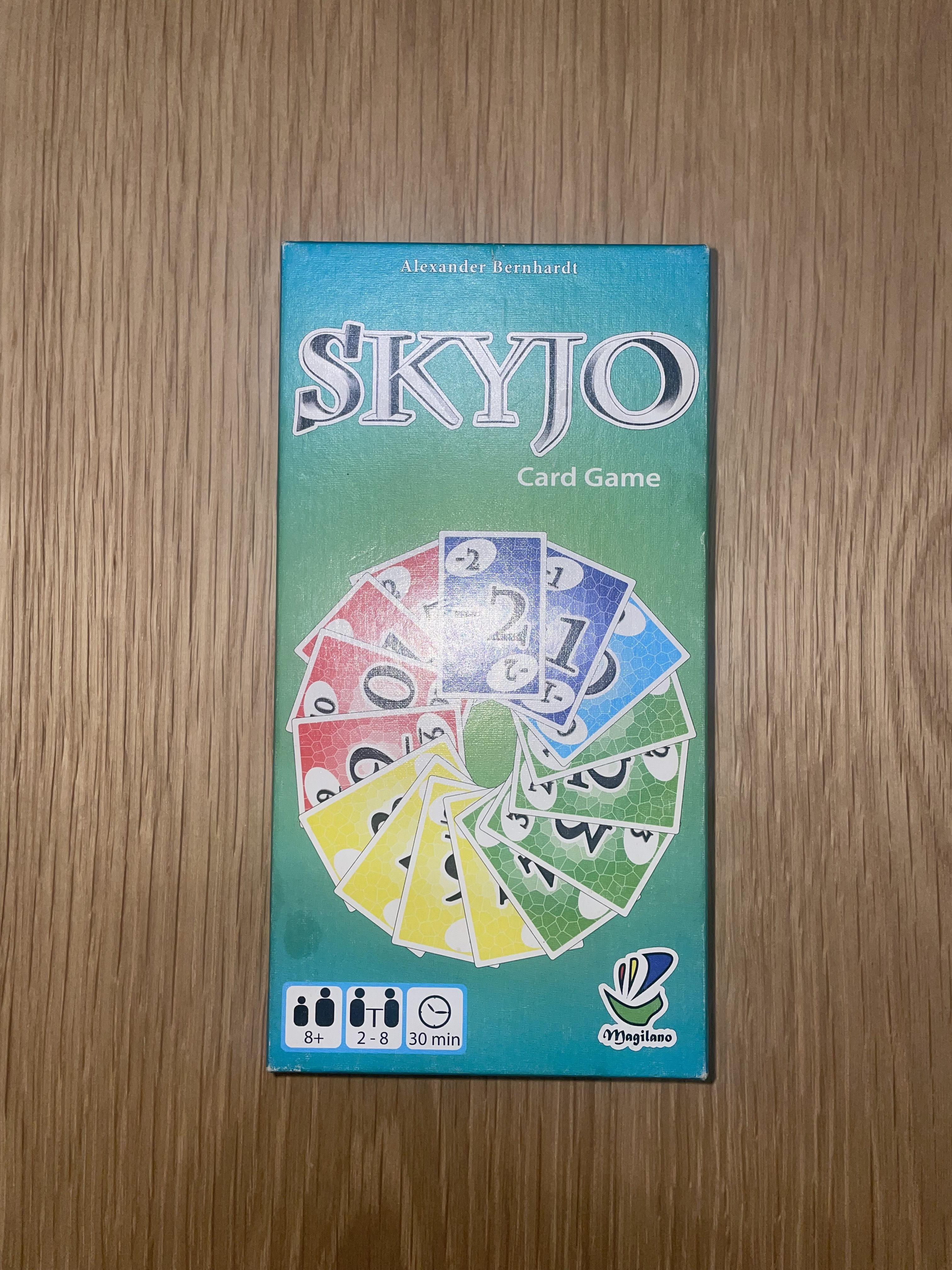
Caixa del joc de cartes Skyjo

Skyjo va néixer de la idea de crear un joc de cartes que fos senzill de jugar però amb prou profunditat per mantenir l'interès al llarg de les partides. Alexander Bernhardt va desenvolupar un sistema basat entre el risc i la recompensa, utilitzant una mecànica de puntuació negativa com a element diferenciador. Des del seu llençament, ha sigut èxit comercial, sobretot a Europa i Nord-amèrica. També existeix una versió en línia.

## Objectiu
L'objectiu del joc és acumular el menor nombre possible de punts durant diverses rondes. Cada jugador treballa amb una quadrícula de cartes inicialment ocultes que haurà d'anar revelant i substituint per cartes amb valors més baixos o amb efectes estratègics.

## Components
El contingut de la caixa inclou:
- 150 cartes numerades amb valors que van del -2 al 12.

Estan dissenyades amb diferents colors per facilitar-ne la classificació i identificació.
Blau fosc: Números negatius (-1,-2).
Blau clar: 0.
Verd: Números baixos (1 al 4).
Groc: Números mitjans (5 al 8).
Vermell: Números alts (9 al 12).
- Un llibret amb les instruccions del joc.

- Bloc de puntuació

## Com es juga

###### Preparació del joc
Cada jugador rep 12 cartes que les ha de disposar boca avall en una quadrícula de 4x3 davant seu. Les cartes sobrants formen una pila boca avall al centre de la taula, creant la pila principal. La carta superior d'aquesta pila es revela i es col·loca boca amunt al costat, creant la pila de descartes.

###### Inici
Cada jugador pot revelar dos de les seves cartes per planificar la seva estratègia. Qui tregui la puntuació inicial més baixa comença la partida i es juga en sentit horari.

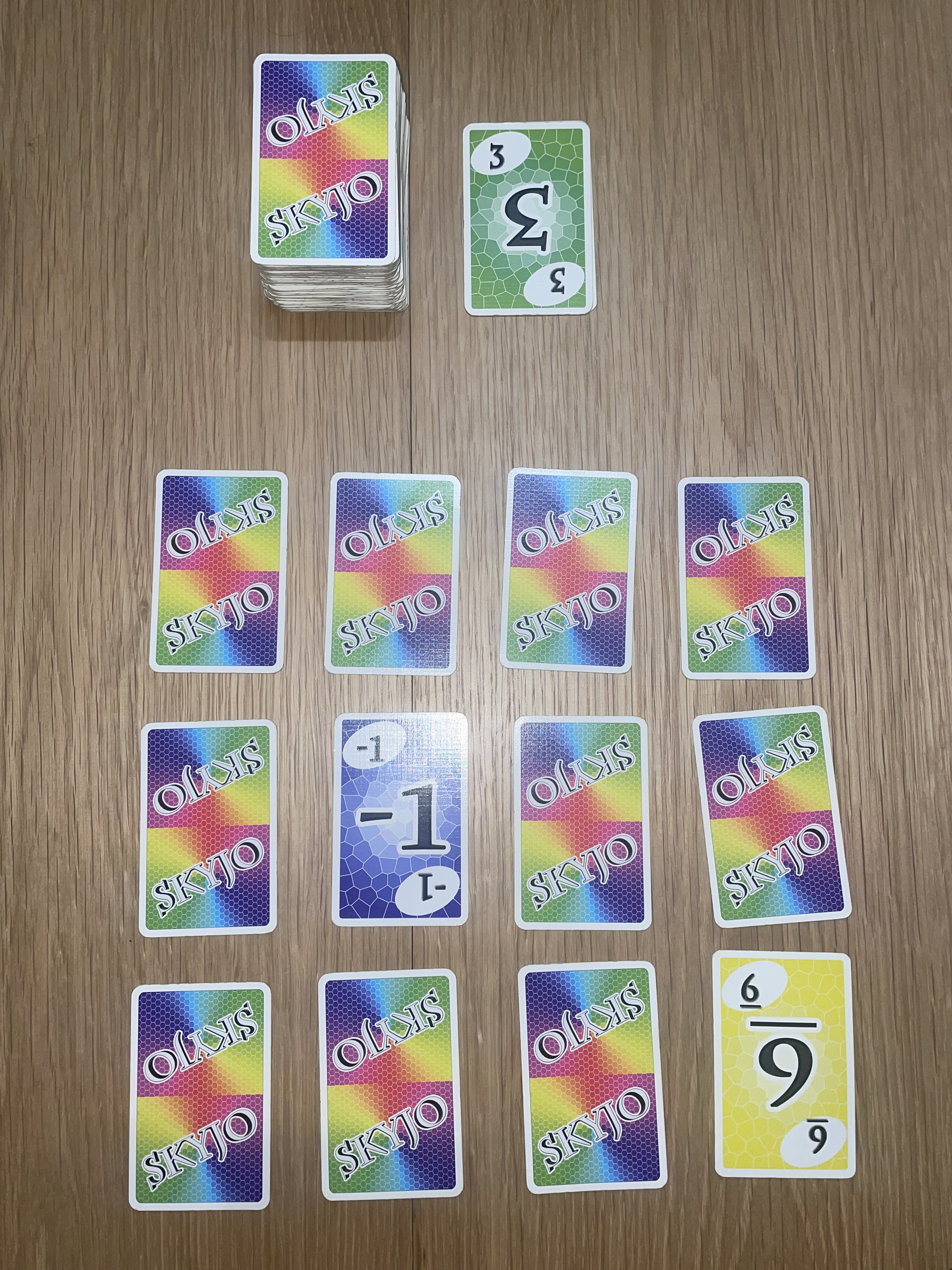
La quadrícula 4x3, amb la pila principal i la pila de descartes

###### Desenvolupament del joc
Es juga per torns, durant el seu torn un jugador pot:
1. Agafar una carta de la pila principal o de la pila de descartes.
2. Decidir si substitueix una de les seves cartes de la quadrícula per la carta obtinguda.

Si escull agafar la primera carta de la pila principal, la revela i, a continuació, pot: 
- Descartar la carta directament a la pila de descartes, a canvi de revelar qualsevol de les seves cartes.
- Canviar-la per una de les seves cartes, revelada o no. La carta substituïda es col·loca a la pila de descartes.

Si escull agafar la primera carta de la pila de descartes, únicament podrà substituïr-la per una de les seves cartes, revelada o no. La carta substituïda es col·loca a la pila de descartes.
Si un jugador acumula les mateixes cartes en una columna sencera, aquesta es descarta completament.
Els jugadors intenten revelar cartes estratègicament i substituir-ne aquelles amb valors alts. Quan un jugador ha completat una d'aquestes accions, és torn del següent jugador.

###### Final del joc
El joc continua fins que un jugador revela la última de les seves cartes, iniciant així la ronda final on els jugadors restants podran fer una última acció. Després d'aquesta ronda, els jugadors revelen totes les seves cartes i fan el recompte de puntuatge. Si el jugador que ha iniciat la última ronda no té el menor número de punts, els seus punts valen el doble. Es fa el registre de punts i s'inicia la següent ronda.
Es juguen tantes rondes fins que un dels jugadors arribi a 100 punts i, per tant, hagi perdut la partida.

## Estratègia i consells
- Quan obtinguis una carta amb un valor negatiu, pots arriscar-te a canviar-la per una carta oculta. Tingues en compte que hi ha més cartes amb valor positiu que negatiu.
- Recorda quines cartes s'han anat descartant per prediure el valor de les cartes restants.
- Analitza quines són les accions dels altres jugadors per averiguar les seves prioritats i actuar en conseqüència.

Skyjo és un joc senzill i ràpid que combina estratègia i sort, amb un component competitiu que fa que cada partida sigui única. A mesura que el joc avança el sorteig de les cartes fa que cada jugador s'hagi d'adaptar a les condicions de la partida i haver de prendre diferents estratègies.